# スチールドラゴン2000
スチールドラゴン2000（スチールドラゴンにせん、Steel Dragon 2000）は、三重県桑名市長島町にある遊園地、ナガシマスパーランドにあるローラーコースター。

## 概要
- アメリカD.H.モーガン製で川鉄商事の輸入により導入され[1]、1999年11月9日に「ハイパーコースター」の仮称で着工し[4]、2000年8月1日に営業を開始[2]。開業当初は最高部高度・最大落差、最高速度、全長の4項目でギネス世界記録に認定された[2]。現在は全長のみ世界一だが、巻き上げ式のローラーコースターとしては2015年までは世界一だった。名称は、辰年（2000年）に開業した事に由来する[2]。現在は3つの日本一と1つの世界一を持っている。
- 2013年3月15日に車両がリニューアルされた（後述）。それ以降は広告などで「新・スチールドラゴン（NEW STEEL DRAGON）」と表記されている。
- 新車両が登場してからのキャッチコピーは、「忘れられない あの日の興奮」「スリルまるだし。」「剥きだしの、スリル。」「本能、むき出し。」など。

## コース概要
ファーストドロップ
最高部高度97mから93.5mの落差で、一気にほぼ垂直落下する。最下点では最高速度153km/hに達する。
セカンドドロップ
高さ77mの大きなキャメルバックで浮遊感を演出する。
サードドロップ
高さ64mから落下する。ファースト・セカンドと異なり、大型のカーブで右斜めに落下していく。
スパイラルカーブ
速度を保った状態で左右に3連続で大きく旋回し外向きの過重力をかける。
連続キャメルバック
6つの小さなコブを上下に揺られながら通過して連続した浮遊感を演出、途中2ヶ所トンネルも設ける。最初のトンネルを通過した後にカメラが設置されており、乗車中の写真撮影が行われる。

## 車両
開業当初の車両はスタンダードなボックス型で、1両6人乗りの車両が6両連結された計36人乗り。カラーはイエロー、ブルー、シルバーの3色。2007年11月2日には中日ドラゴンズの日本シリーズ優勝を記念した特別車両「スチールドラゴンズ2000」が登場しオレンジを基調に車両先頭には中日球団日本一の記念ロゴをラッピングした。2012年12月9日をもって終了した。
2013年3月15日に導入された2代目車両は、1両4人乗りの車両が7両連結された計28人乗り。カラーはレッド、イエロー、ブラックの3色。基本的には2編成で運用される。最大の特徴はシャーシの上に1人掛けのバケットシートを整然と置いた囲いがない座席で、座ると足を宙にぶらつかせた状態になる。この車両の特徴から、ホームページには青字で「脚がブラブラ絶叫度200％～♪」と書かれている。

## 事故
- 2003年8月23日、走行中の車両から車輪が脱落し急停車、3両目の乗客1名が体を捻り背骨を骨折しコース下のプールサイドにいた客1名が車輪に当たり腰の骨を折り重傷となる事故が発生した[8]。車輪88個のうち半分に相当する44個が落下し、事故発生から終日運営休止となり、以降営業休止の状態が続いていた。事故1ヶ月前の定期点検の際に請け負い業者が車輪の部品を不要な部分にまで取り付けていたことが原因と見られている。2006年8月12日より試運転を重ね、同年9月3日より営業を再開した[2]。
- 2023年9月18日午前11時50分頃、上昇中に高さ97メートルの頂上付近で緊急停止した。約10分後に運転を再開し、ホームに戻った。乗客23人にけが人や体調不良を訴える人はいなかった。落雷による停電が原因とみられる[9]。その後、運転再開済み。